# لوفندازام
لوفندازام (انگلیسی: Lofendazam) یک مولکول آلی است که از مشتقات بنزودیازپین است. لوفندازام یک بنزودیازپین 1،5 است که اتم های نیتروژن آن در موقعیت های ۱ و ۵ حلقه دیازپین قرار دارند. بنابراین، لوفندازم با سایر ۱،۵ بنزودیازپین‌ها مانند کلوبازام بسیار نزدیک است.
لوفندازام به عنوان یک داروی انسانی دارای اثرات آرام بخش و ضداضطراب مشابه با سایر مشتقات بنزودیازپین است. این یک متابولیت فعال بنزودیازپین دیگر، آرفندازام است.